# Pontinus longispinis
Pontinus longispinis är en fiskart som beskrevs av Goode och Bean, 1896. Pontinus longispinis ingår i släktet Pontinus och familjen Scorpaenidae. Inga underarter finns listade i Catalogue of Life.